# Ischyropsalis magdalenae
Espèce
Ischyropsalis magdalenae est une espèce d'opilions dyspnois de la famille des Ischyropsalididae.

## Distribution
Cette espèce est endémique du Pays basque en Espagne. Elle se rencontre en Biscaye, dans des grottes des monts Galdames.

## Description
La femelle syntype mesure 9 mm.

## Systématique et taxinomie
Cette espèce a été décrite par Simon en 1881.

## Étymologie
Son nom d'espèce lui a été donné en référence au lieu de sa découverte, la grotte de Magdalena.

## Publication originale
- Simon, 1881 : « Arachnides nouveaux ou peu connues des Provinces Basques. » Anales de la Sociedad Española de Historia Natural, vol. 10, p. 127–132 (texte intégral).